# Liste der Bürgermeister von Fürstenwalde/Spree
Liste der Bürgermeister, Stadtverordnetenvorsteher und Vorsitzende der Stadtverordnetenversammlung der Stadt Fürstenwalde/Spree im Landkreis Oder-Spree in Brandenburg.

## Liste der Bürgermeister der Stadt Fürstenwalde/Spree

### Bürgermeister vor Einführung der kommunalen Selbstverwaltung durch die Preußische Städteordnung von 1809
- 1603: Thomas Lusche, Jacob Puschel, Johann Felbinder und Georg Hoffmann als Bürgermeister erwähnt
- 1609: Jacob Puschel, Johann Felbinger, Georg Hoffmann und Gabriel Brunow als Bürgermeister erwähnt
- um 1630: Gabriel Bruenow, Joachim Groepler, David Hoffmann und Christoph Mentzel als Bürgermeister erwähnt
- um 1640: Johann Sagerwald, Heinrich Loß, Caspar Cratz und Albinus Felbinger als Bürgermeister erwähnt
- 1679: Jacobus Lotichius, Martin Rehefeldt, Gottfried Rehefeldt und Caspar Boxhammer als Bürgermeister erwähnt
- 1685: Jacobus Lotichius, Martin Rehefeld, Gottfried Rehefeld und Caspar Boxhammer als Bürgermeister erwähnt
- 1688: auch Daniel Bernhardi als Bürgermeister erwähnt
- bis 1696: Gottfried Rehefeldt, Caspar Boxhammer, Daniel Bernhardi (Stadtsecretair) und Caspar Cratz (Richter) als Bürgermeister erwähnt
- 1699: Gottfried Rehefeldt, Caspar Boxhammer, Johann Erxleben (Stadtsecretair) und Dr. med. Noël (Richter) als Bürgermeister erwähnt
- 1712: Daniel Bernhardi, Paul Sprengel und Johann Christian Fuchs als Bürgermeister erwähnt

- 1723–1736: Christoph Heinrich Nicolai als „consul dirigens“ (dirigierender Bürgermeister) bzw. Justizbürgermeister
- 1736–1739: Friedrich Christian Fiedler als „consul dirigens“ (dirigierender Bürgermeister) bzw. Justizbürgermeister
- 1739–1743: Adam Gottfried Chun, vormaliger Feldwebel, als „consul dirigens“ (dirigierender Bürgermeister) bzw. Justizbürgermeister
- 1743–1782: Christian Ludwig Kirchhoff als „consul dirigens“ (dirigierender Bürgermeister) bzw. Justizbürgermeister
- 1782–1793: Georg Friedrich Diecmann als „consul dirigens“ (dirigierender Bürgermeister) bzw. Justizbürgermeister
- 1793–1809: Ludwig Friedrich Wilhelm Treuer als „consul dirigens“ (dirigierender Bürgermeister) bzw. Justizbürgermeister

### Bürgermeister ab Einführung der kommunalen Selbstverwaltung durch die Preußische Städteordnung von 1809
- 1809–1815: Hildebrandt, vormaliger Domainenamtsactuarius in Fürstenwalde
- 1815–1818: George Wilhelm Rochlitz, vormaliger Kämmerer in Fürstenwalde
- 1818–1819: Theodor Friedrich Mehls, vormaliger Stadt- und Gerichtssecretair in Fürstenwalde
- 1819–1821: Friedrich Ehrenreich Flöricke, vormaliger landrätlicher Secretair
- 1821–1828: Carl Goltz, vormaliger Ulanenrittmeister in Fürstenwalde
- 1829–1836: Carl Heinrich Anton Mesch, vormaliger Domainenamtsactuarius in Fürstenwalde
- 1836–1848: Johann Friedrich Gottlieb Farthöfer, vormaliger Bürgermeister der Stadt Strausberg
- 1848–1853: Stelle durch Rücktritt Farthöfers vakant, interimistisch verwaltet durch:
- 1848:–0000 Rathmann Ludwig Siebmann
- 1848–1849: Regierungssecretair von Young
- 1849–1852: Rathmann Karl August Ferdinand Wobring
- 1852–1853: Kammergerichtsreferendar Mannkopf

### Bürgermeister nach der Preußischen Städteordnung 1853 bis 1918
- 1853–1878: Wilhelm Ludwig Clausius (1812–1878), vormaliger Bürgermeister der Stadt Schwerin/Warthe
- 1878–1879: Carl Wobring, Beigeordneter, amtierend
- 1879–1895: Leopold Köppe (1831–1895), vormaliger Bürgermeister der Stadt Rathenow
- 1895:–0000 Rudolf Wieser, Beigeordneter, amtierend
- 1896–1918: Friedrich Zeidler (1858–1920), vormaliger besoldeter Stadtrat in Frankfurt (Oder), vom Arbeiter- und Soldatenrat abgesetzt

### Erster Bürgermeister während der Weimarer Republik 1919 bis 1933
- 1918–1919: Hermann Steinbrück, Zweiter Bürgermeister, amtierend
- 1919–1922: Walter Dudek (1890–1976), SPD, vormaliger Assessor in Merseburg
- 1922–1933: Carl Stoll (1888–1961), SPD, vormaliger Bürgermeister der Stadt Lauenburg/Elbe

### Bürgermeister während der Nazi-Diktatur 1933 bis 1945
- 1933–1934: Richard Schultze (1891–1954), NSDAP, vormaliger Arzt in Fürstenwalde
- 1934:–0000 Conrad Eckstorff (parteilos, dann Kampffront Schwarz-Weiß-Rot), Zweiter Bürgermeister, amtierend
- 1934:–0000 Walter Jablonski (NSDAP), amtierend
- 1934–1945: Paul Gottsleben (1900–1983), NSDAP, vormaliger besoldeter Stadtrat und Beigeordneter in Frankfurt (Oder)

### Bürgermeister nach 1945 und während der DDR-Zeit bis 1949 bis 1989/90
- 1945:–0000 Wilhelm Zernicke (1883–1950), KPD, früherer KPD-Stadtverordneter in Fürstenwalde
- 1945–1946: Berthold Wottke (1898–1968), vor 1933 SPD, dann 1945 KPD, SED, früherer Magistratsangestellter in Fürstenwalde
- 1946–1948: Paul Schmidtchen (1886–1948), SPD, SED, früherer Magistratsangestellter in Fürstenwalde
- 1948–1951: Paul Papke (1896–1970), SED, vormaliger Landrat des Kreises Lebus
- 1951–1952: Alfred Leonhardt (1919–1992), SED, vormaliger Bürgermeister der Gemeinde Terpe/Kreis Spremberg
- 1952–1960: Hans Paulini (1901–1979), SED, vormaliger Bürgermeister der Stadt Liebenwalde und der Stadt Bernau
- 1960–1969: Bernhard Wichmann (1917–2005), SED, vormaliger Bürgermeister der Gemeinde Schöneiche
- 1969–1971: Gerhard Höfling (1924–1973), SED, vormaliger Bürgermeister der Gemeinde Rüdersdorf
- 1971–1989: Johannes Ulbricht (* 1928), SED, vormaliger stellvertretender Bürgermeister der Stadt Fürstenwalde
- 1989–1990: Reinhold Schmidt (* 1950), SED, amtierend, stellvertretender Bürgermeister der Stadt Fürstenwalde

### Bürgermeister seit 1990
- 1990–2010: Manfred Reim (* 1944),  NDPD, BFD, FDP, vormaliger Lehrer in Fürstenwalde
- 2010–2018: Hans-Ulrich Hengst (* 1955), parteilos, Diplom-Verwaltungswirt, vormaliger Erster Beigeordneter und Kämmerer der Stadt Fürstenwalde/Spree
- seit 2018: Matthias Rudolph (* 1976), Bündnis Fürstenwalder Zukunft (BFZ), Diplom-Kaufmann

## Liste der Ersten Beigeordneten und der Stellvertreter des Bürgermeisters
- 1994–2010: Hans-Ulrich Hengst (* 1955), parteilos, Diplom-Verwaltungswirt, Erster Beigeordneter und somit Erster allgemeiner Stellvertreter des Bürgermeisters
- 2010–2018: Dr. Eckhard Fehse (* 1953), SPD, vormaliger Dezernent des Landkreises Oder-Spree, Erster Beigeordneter und somit Erster allgemeiner Stellvertreter des Bürgermeisters
- 2018:–0000 Christfried Tschepe (* 1957), parteilos, Leiter des Fachbereiches für Stadtentwicklung, kommissarischer Stellvertreter des Bürgermeisters gem. § 56 Absatz 3 BbgKVerf
- 2018–2021: Stefan Wichary (* 1979), parteilos, Volljurist, Erster Beigeordneter und somit Erster allgemeiner Stellvertreter des Bürgermeisters
- 15. März 2021-voraussichtlich 31.10.2022: Christfried Tschepe (* 1957), parteilos, Leiter des Dezernats für Stadtentwicklung, kommissarischer Stellvertreter des Bürgermeisters gem. § 56 Absatz 3 BbgKVerf
- ab voraussichtlich 01.11.2022: Norbert Hein (* 1964), Freie Wähler, Volljurist, Erster Beigeordneter und somit Erster allgemeiner Stellvertreter des Bürgermeisters

## Vorsitzende der Stadtverordnetenversammlung; Stadtverordnetenvorsteher

### Stadtverordnetenvorsteher 1848–1919
- 1848–1849: August Zacke
- 1849–1850: Carl Benjamin Fähndrich
- 1850:–0000 Carl Arnold
- 1851–1853: Carl Fiedler
- 1853–1858: Ludwig Grothe
- 1859:–0000 Hugo Wieser sen.
- 1860:–0000 Wilhelm Martini
- 1861–1864: Franz Harenburg
- 1864–1869: Hugo Wieser jun.
- 1870–1873: Ernst Schildknecht
- 1874:–0000 Franz Harenburg
- 1875–1893: Gustav Sembritzki
- 1894–1908: Max Kolberg (Liberal)
- 1908–1919: Oskar Breitenbach (Liberal)

### Stadtverordnetenvorsteher 1919–1933
- 1919–1924: Paul Wassermann sen. (SPD)
- 1924–1928: Otto Kühne (DVP)
- 1928–1929: Georg Schweiger (DNVP)
- 1929–1933: Paul Wassermann sen. (SPD)

### Stadtverordnetenvorsteher 1946–1957
- 1946–1950: Paul Waldner (SED)
- 1950–1952: Arthur Lebe (SED)
- 1952–1957: Paul Kotzwich (SED)

### Vorsitzende der Stadtverordnetenversammlung seit 1990
- 1990–1993: Barbara Werfel (CDU)
- 1993–2003: Günter Lahayn (SPD)
- 2003–2018: Jürgen Teichmann (CDU)
- seit 2018: Uwe Koch (CDU)

### Derzeitiges Präsidium der Stadtverordnetenversammlung
Das derzeitige Präsidium der Stadtverordnetenversammlung besteht seit Juni 2019 aus dem Vorsitzenden und der Stellvertreterin.
- Vorsitzender: Uwe Koch (CDU)
- Stellvertretende Vorsitzende: Monika Fiedler (DIE LINKE)